# Klášter svatého Kříže (Coimbra)
Klášter svatého Kříže (portugalsky Santa Cruz) s klášterním kostelem stojí v Coimbře v oblasti Centro v Portugalsku a byl založen ve 12. století řádem augustiniánů kanovníků od sv. Kříže. V 16. století byly budovy kostela a kláštera přestavěny v manuelském stylu a vznikly nádherné hrobky prvního portugalského krále Alfonse I. (kolem 1109–1185) a jeho syna Sancha I. (1154–1211). V roce 1910 byl Klášter svatého Kříže prohlášen za národní památku Portugalska.

## Historie

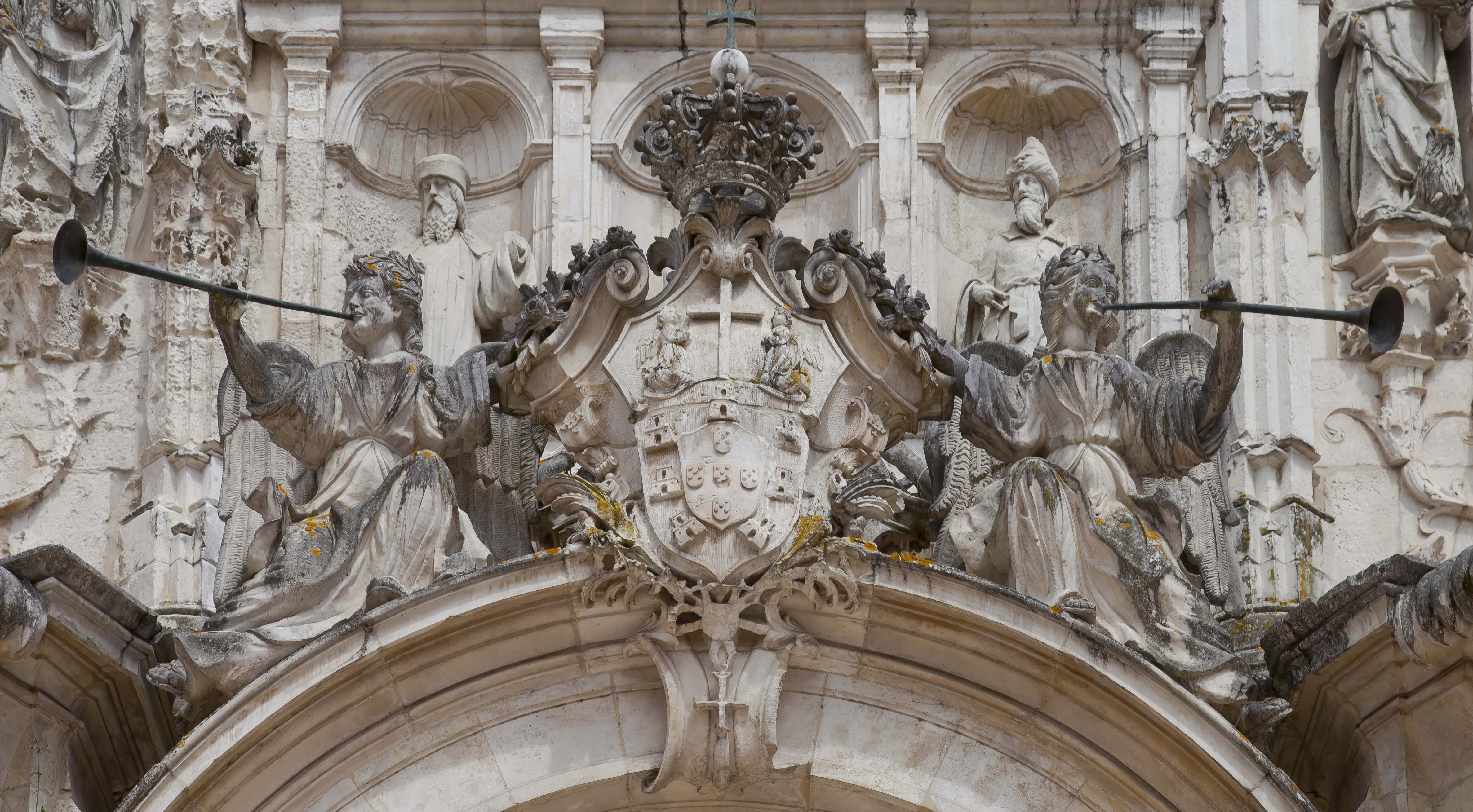
Andělé a erb nad portálem

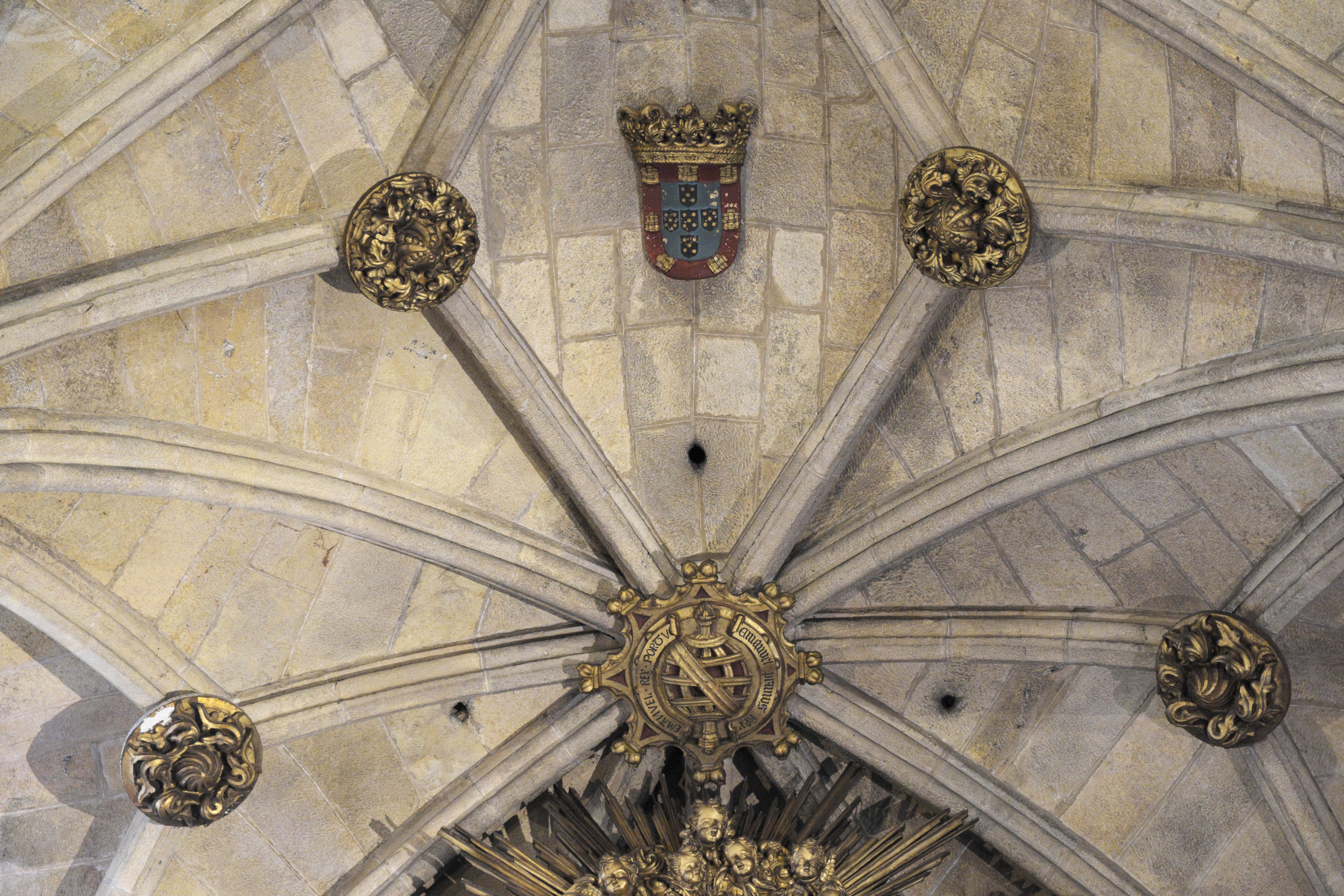
Klenba s královským znakem

Klášter založil v roce 1131 Dom Tello, arcijáhen z diecéze Coimbra, spolu s dalšími společníky. Území, které bylo tehdy mimo městské hradby, jim daroval král Alfons I. Komunita přijala řeholi sv. Augustina a zvolila si za převora Theotonia, uctívaného později jako prvního světce Portugalska. Původní románský kostel byl postaven v letech 1132 až 1228, stejně jako z původních klášterních budov z něj však již nic nezbylo. Během středověku se klášter sv. Kříže stal jedním z nejuznávanějších intelektuálních center království s rozsáhlou knihovnou a významným skriptoriem. Po nějaký čas zde žili světec Antonín Paduánský (kolem 1195–1231), který pocházel z Lisabonu, a Luís de Camões (1524/1525 – 1579/1580), jeden z nejslavnějších portugalských básníků.
Od roku 1507 král Manuel I. (1469–1521) zanedbaný klášter přestavěl ve stylu pojmenovaném později po něm. Francouzského sochaře Nicolase de Chantereine (také Nicolau de Chanterene) pověřil, aby vytvořil hrobky králů, kteří byli pohřbeni ve starém kostele. Počínaje rokem 1533 stavěl Manuelův syn Jan III. (1502–1557) druhý ambit, jehož zbytky se dochovaly v Jardim da Manga.

## Kostel

### Portál

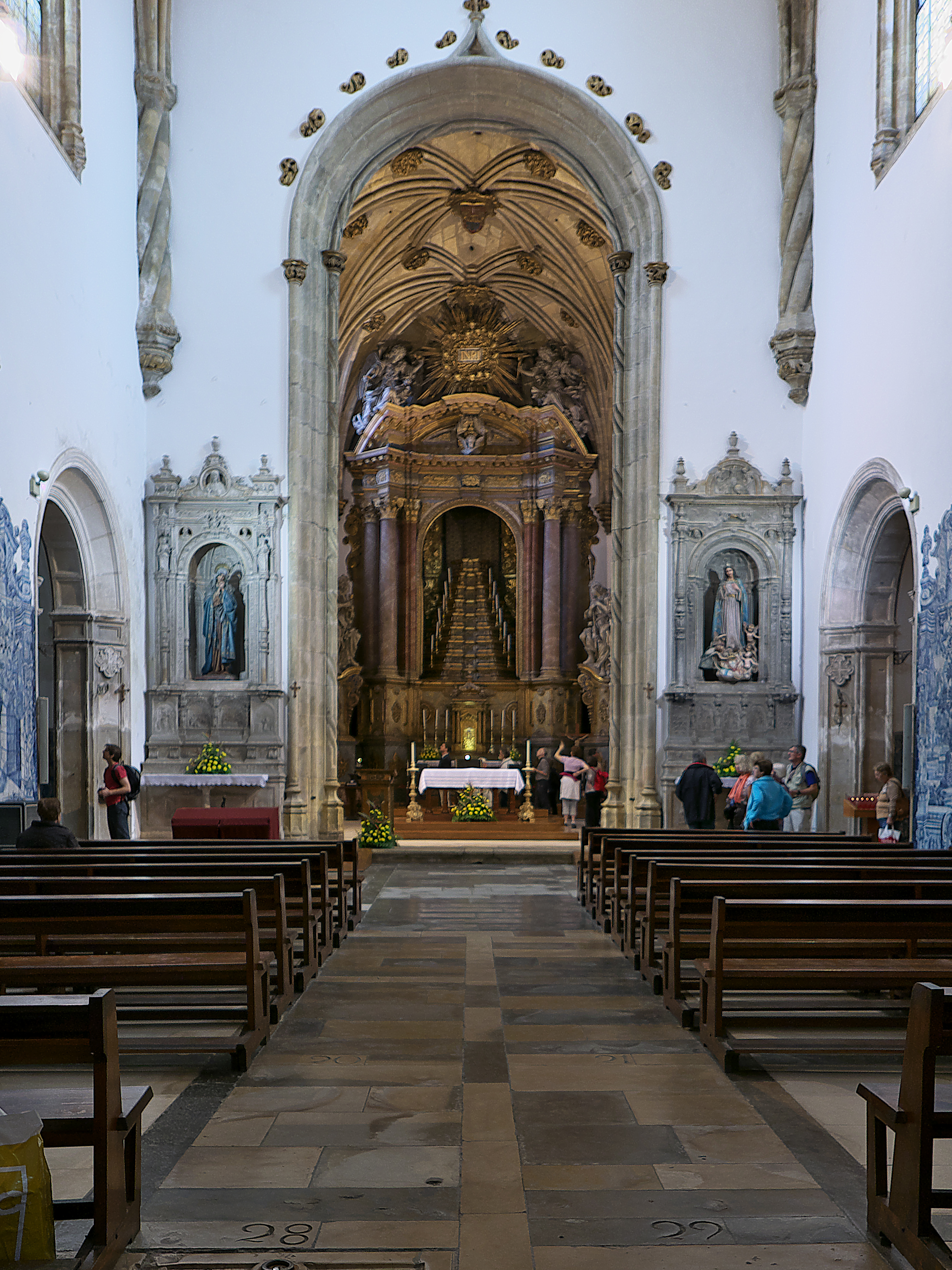
Interiér

Portál klášterního kostela bylo postaven ve dvou stavebních fázích. Dvě mohutné věže vznikly v letech 1507 až 1513. Portál navrhl stavitel Diego de Castillo a v letech 1522 až 1526 jej provedl Nicolas de Chantereine. Nad obloukem portálu sedí dva andělé troubící na trubky a držící erb portugalských králů. Nad ním jsou tři výklenky, ve kterých stojí král David s harfou, Panna Maria a prorok. Po boku jsou církevní otcové stojící na podstavcích oddělených sloupy, Řehoř Veliký a Ambrož Milánský vlevo, Jeroným a Augustin vpravo.

### Interiér
Kostel byl postaven na základech předchozí románské stavby. Po obou stranách jednolodního vnitřního prostoru jsou kaple. Široká loď je rozdělena do čtyř polí a je překlenuta síťovou klenbou s velkolepými svorníky nesoucími královský erb a armilární sféru. Vítězný oblouk odděluje chór, ve kterém jsou umístěny dvě královské hrobky.

### Královské hrobky

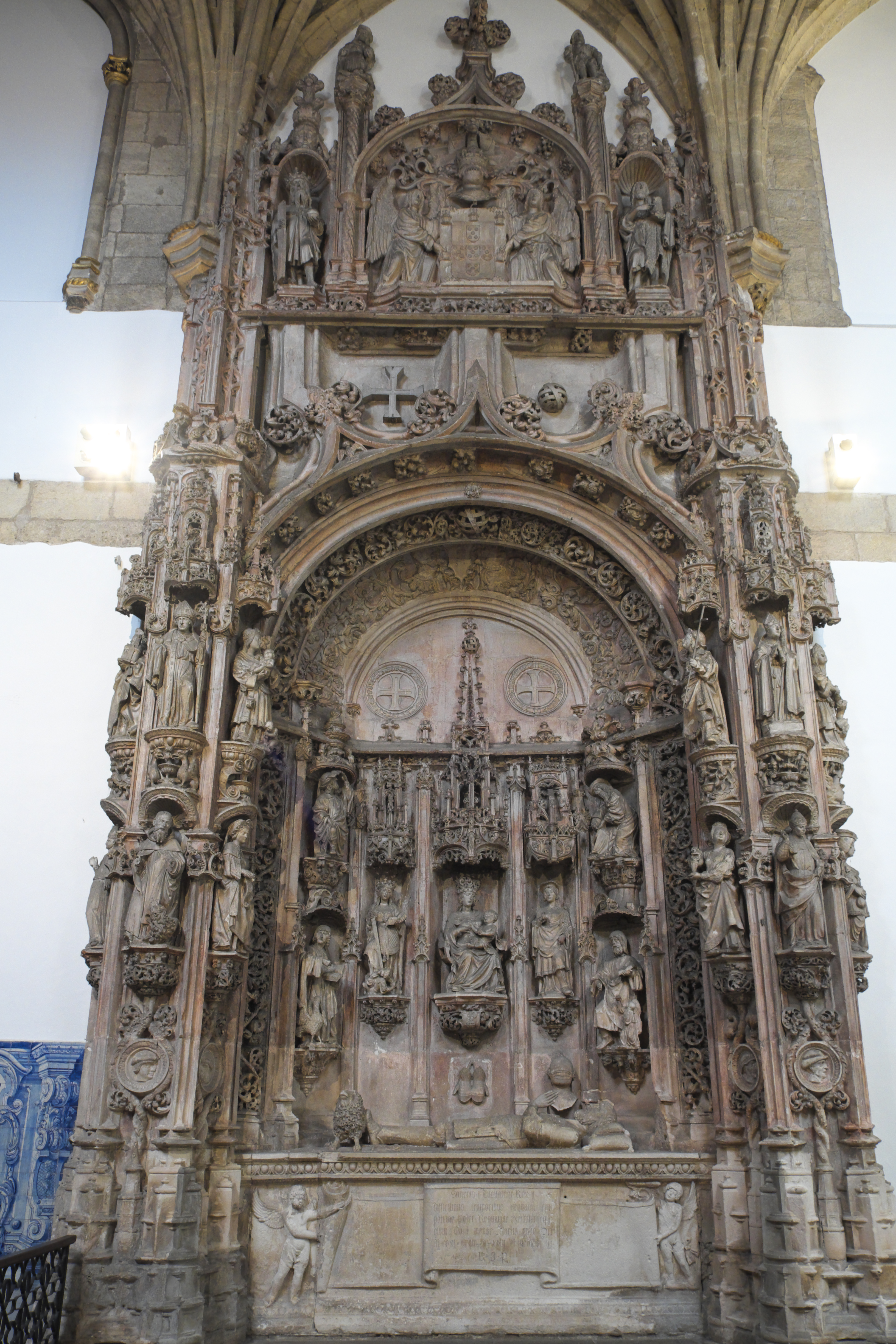
Náhrobek Sancha I.

V roce 1530 byly ostatky obou zde pohřbených králů, Alfonse I. a Sancha I., přeneseny do nově vzniklých hrobek. Pozdně gotické náhrobky, které jsou umístěny proti sobě na dlouhých stěnách chóru, jsou řešeny podobným způsobem. Pod klenbou dosahují výšky dvanácti metrů a každou zdobí až 50 figur. Socha mrtvého krále ve zbroji leží ve výklenku na sarkofágu, nad nímž pod gotickým baldachýnem stojí apoštolové, evangelisté a další světci.

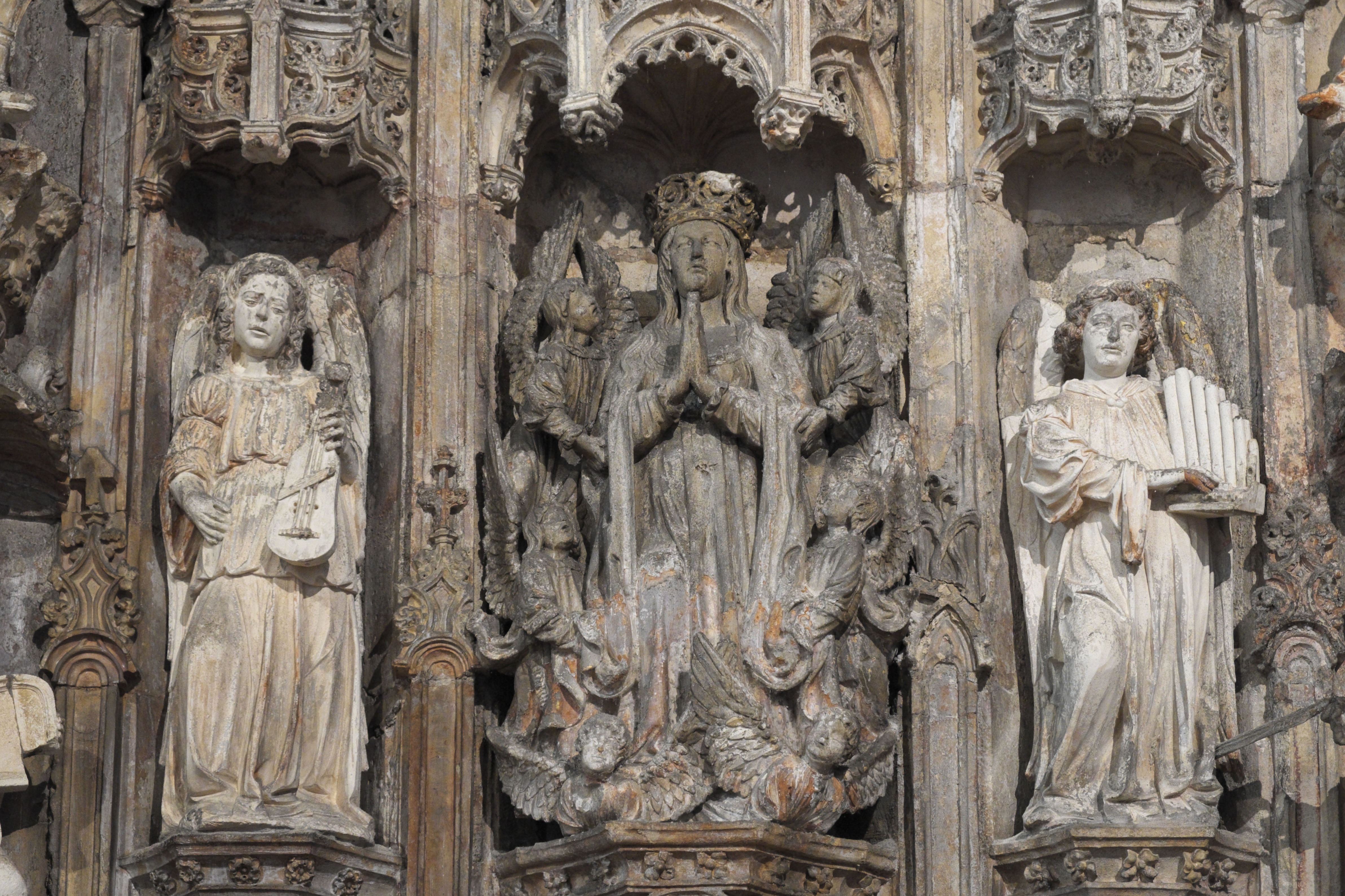
Madona a muzicírující andělé na Alfonsově náhrobku
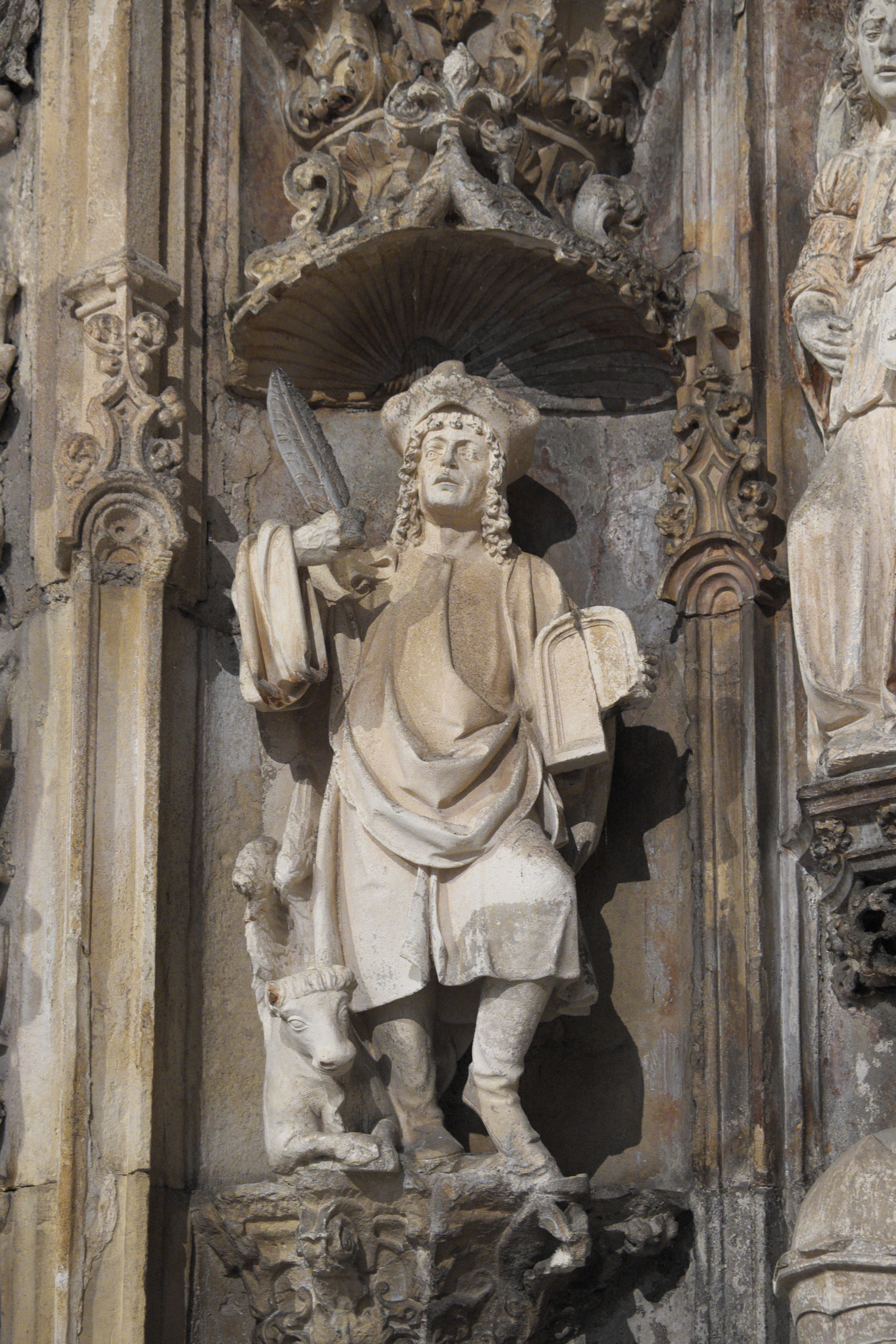
Evangelista Lukáš z Alfonsova hrobu
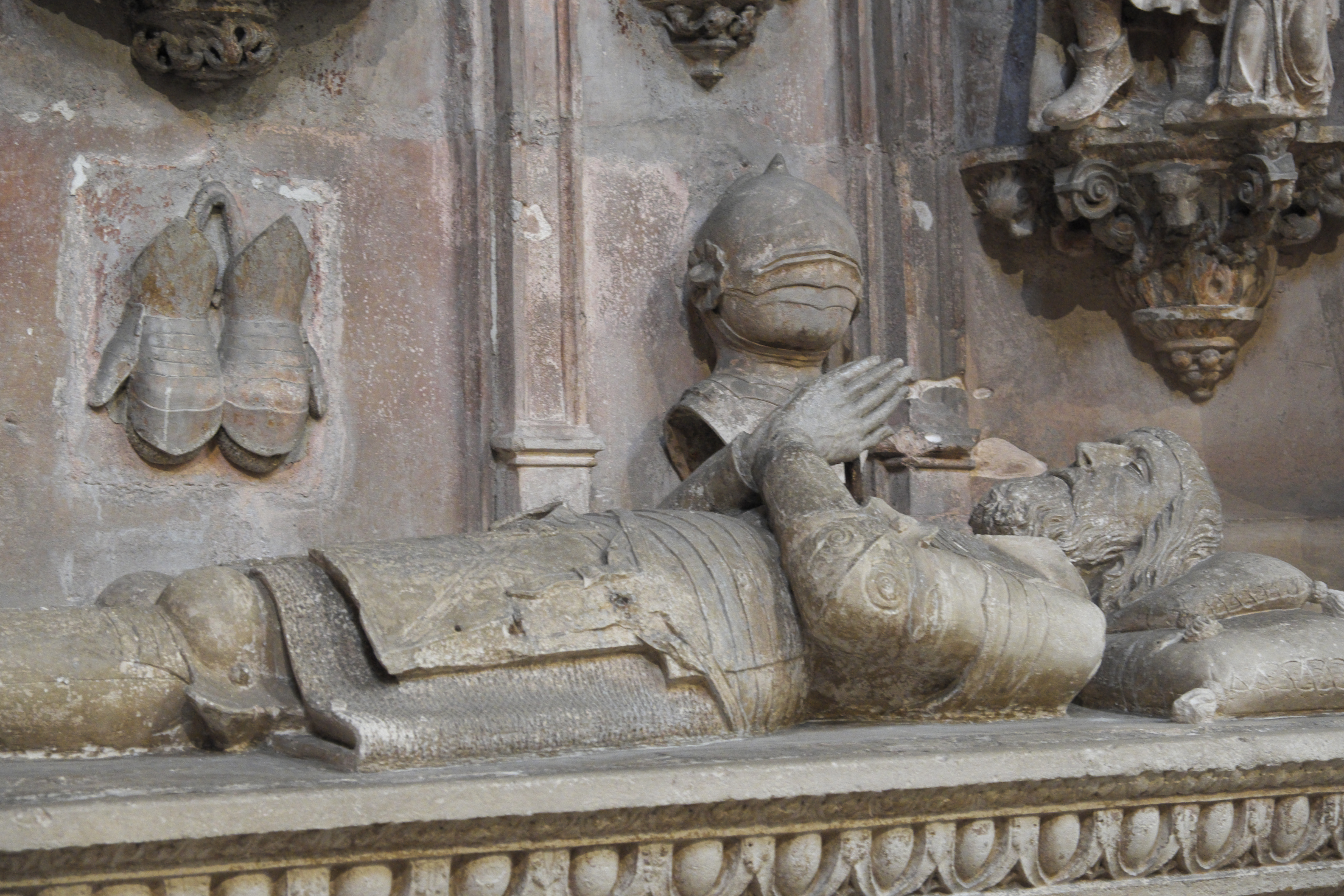
Ležící Sancho I.

### Kazatelna
Kazatelnu vytvořil v roce 1522 Nicolas de Chantereine. Je bohatě zdobena v renesančním stylu drobnými výjevy, putti a groteskami. Ve čtyřech výklencích jsou sochy církevních otců. Menší postavy představují sibyly a proroky. Ve spodní části kazatelny jsou okřídlené hlavy andělů, sirény a hlavy divokých zvířat.

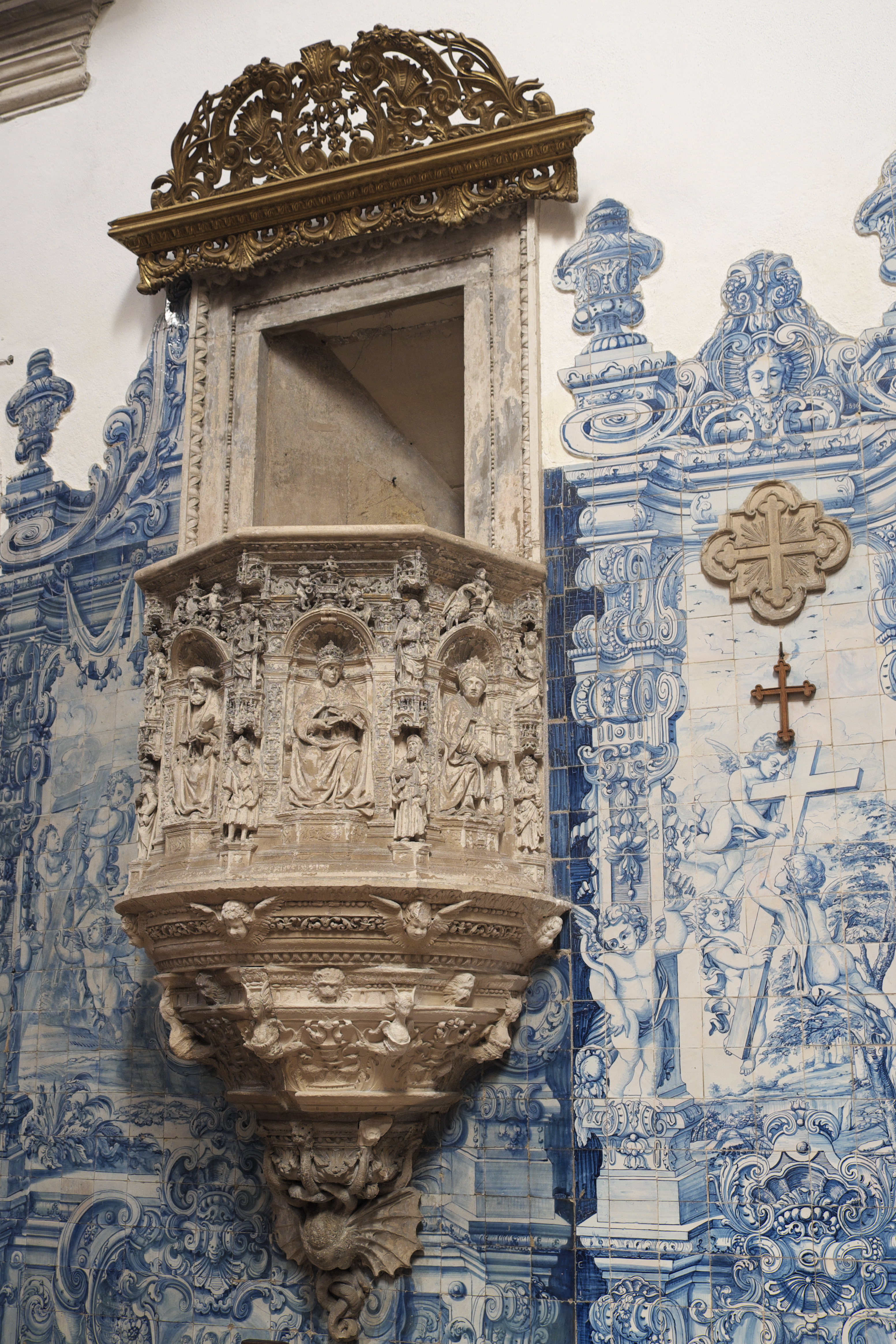
Kazatelna
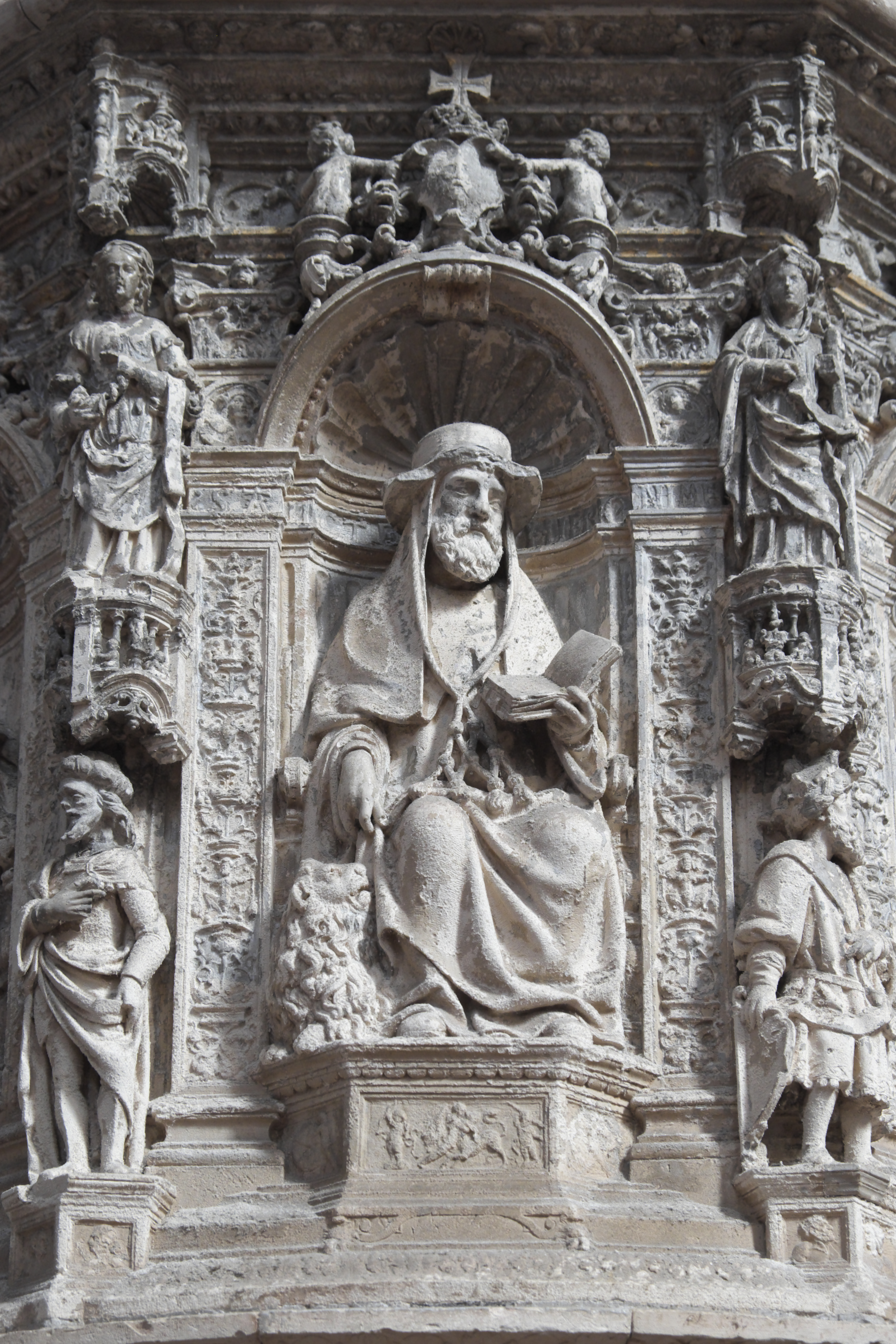
Svatý Jeroným
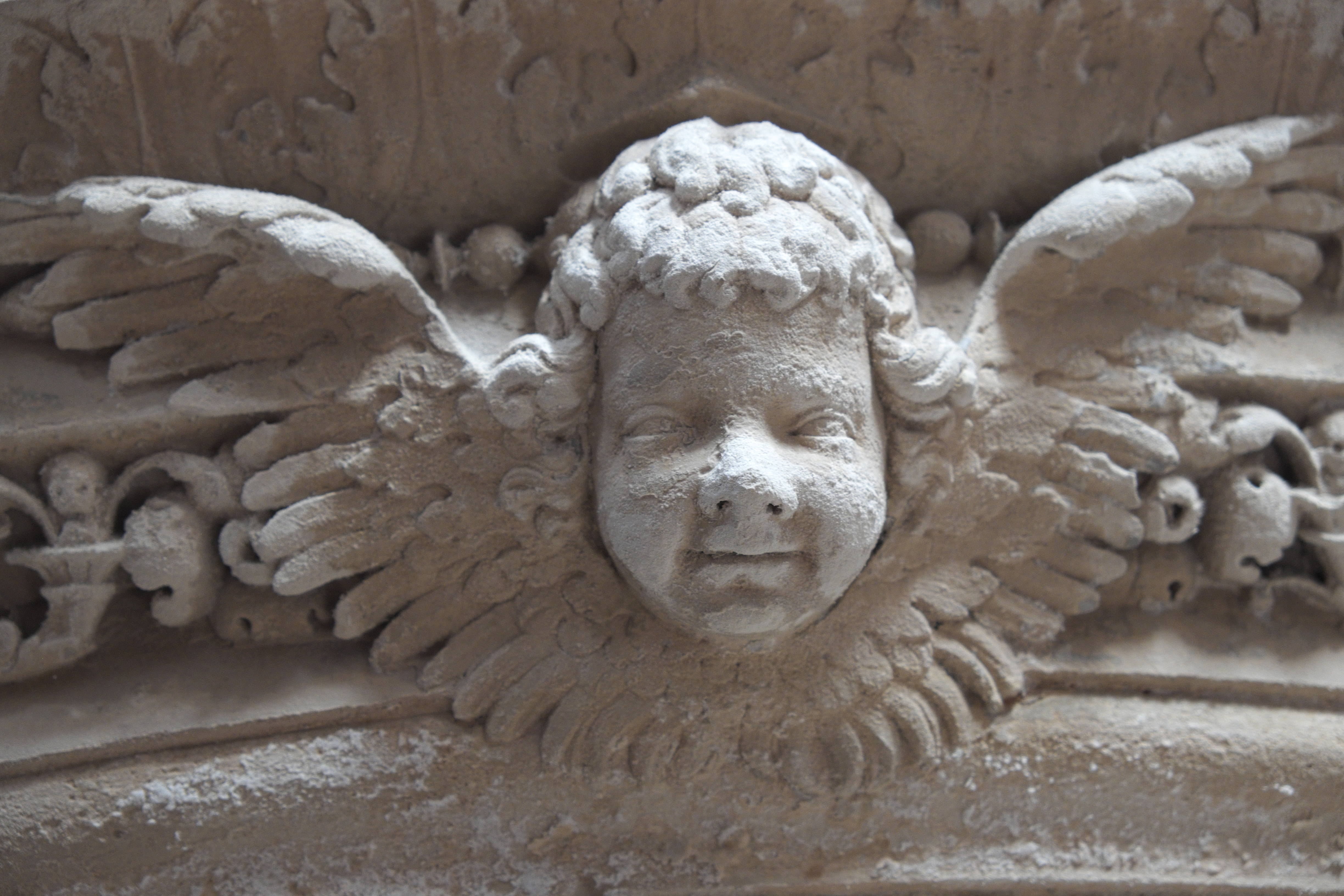
Anděl

### Chórové lavice
Dvouřadé chórové lavice pocházejí z manuelského období a jsou bohatě zdobeny zlacenými řezbami. Zhotovil je mistr jménem Machim, který také působil v Braze.

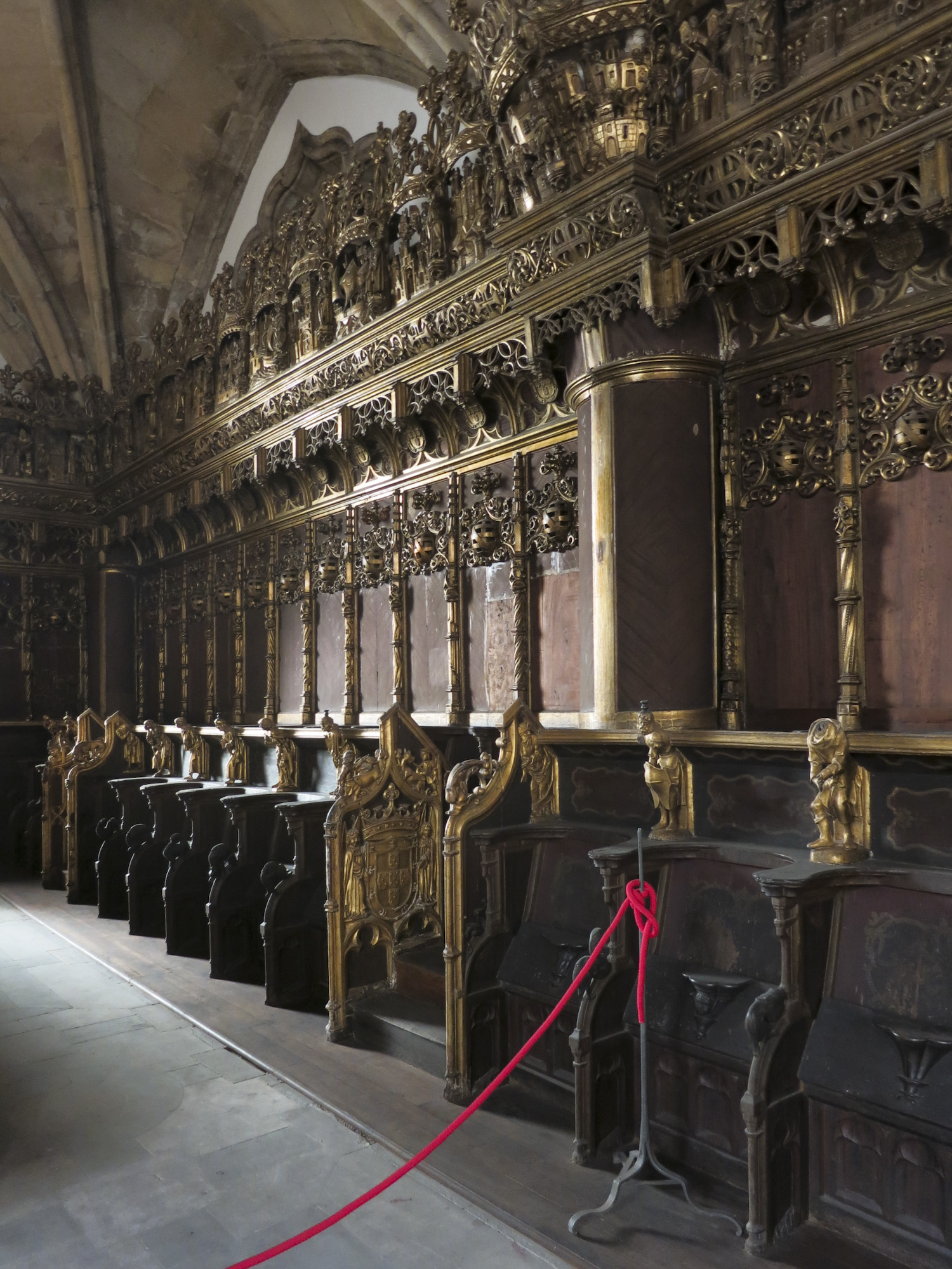
Chórové lavice
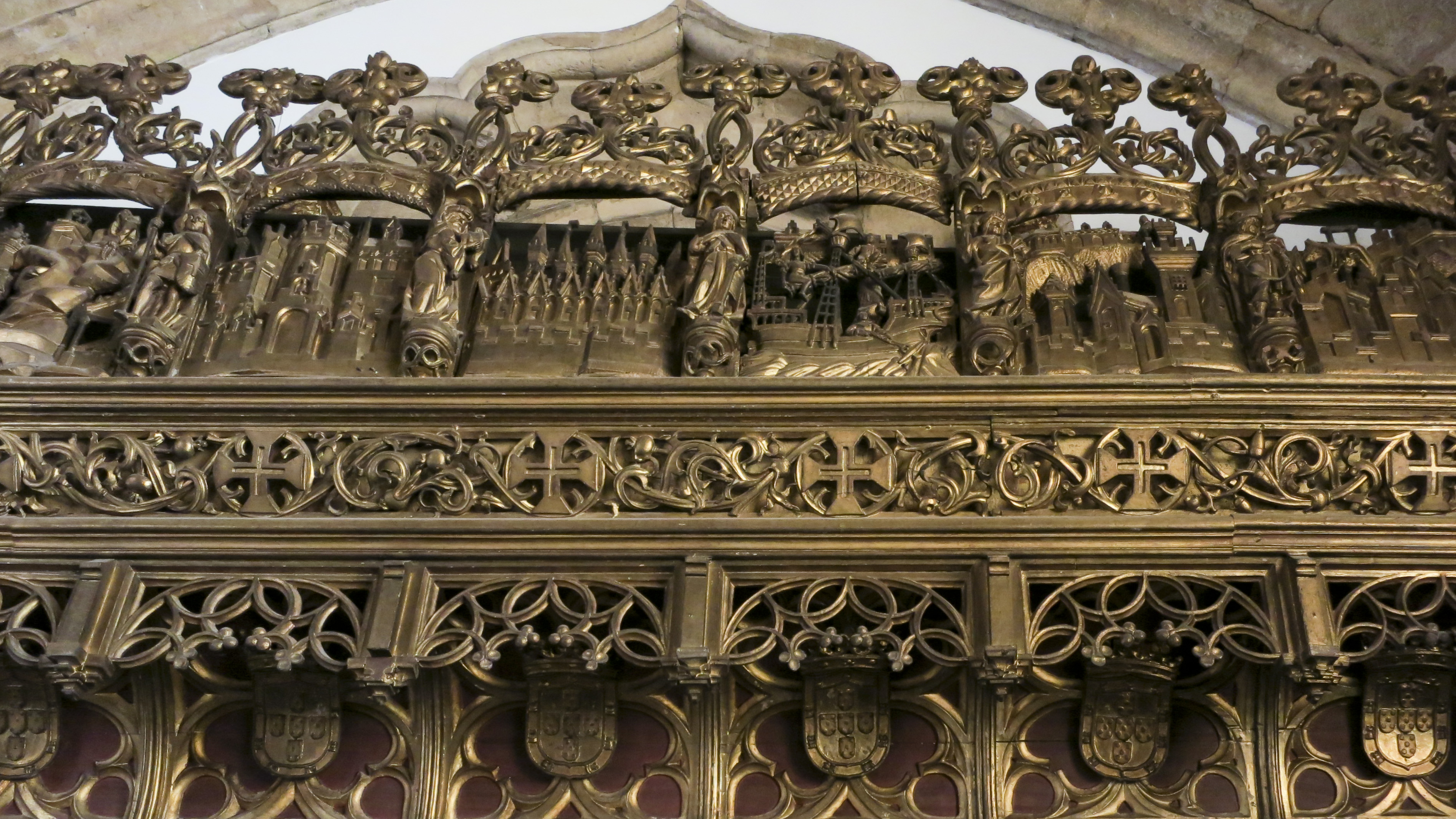
Zadní stěna
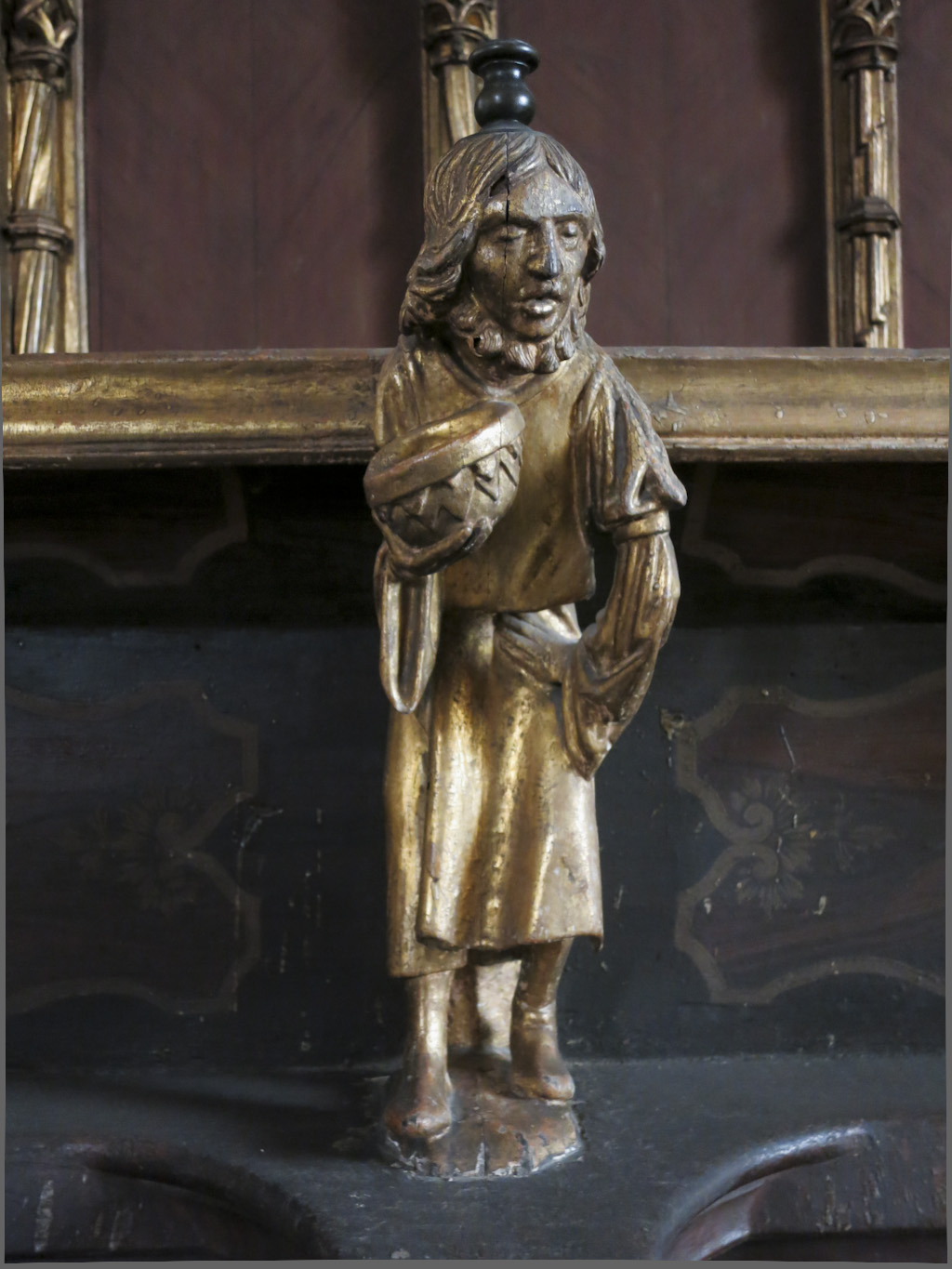
Vyřezávaná postava

### Varhany

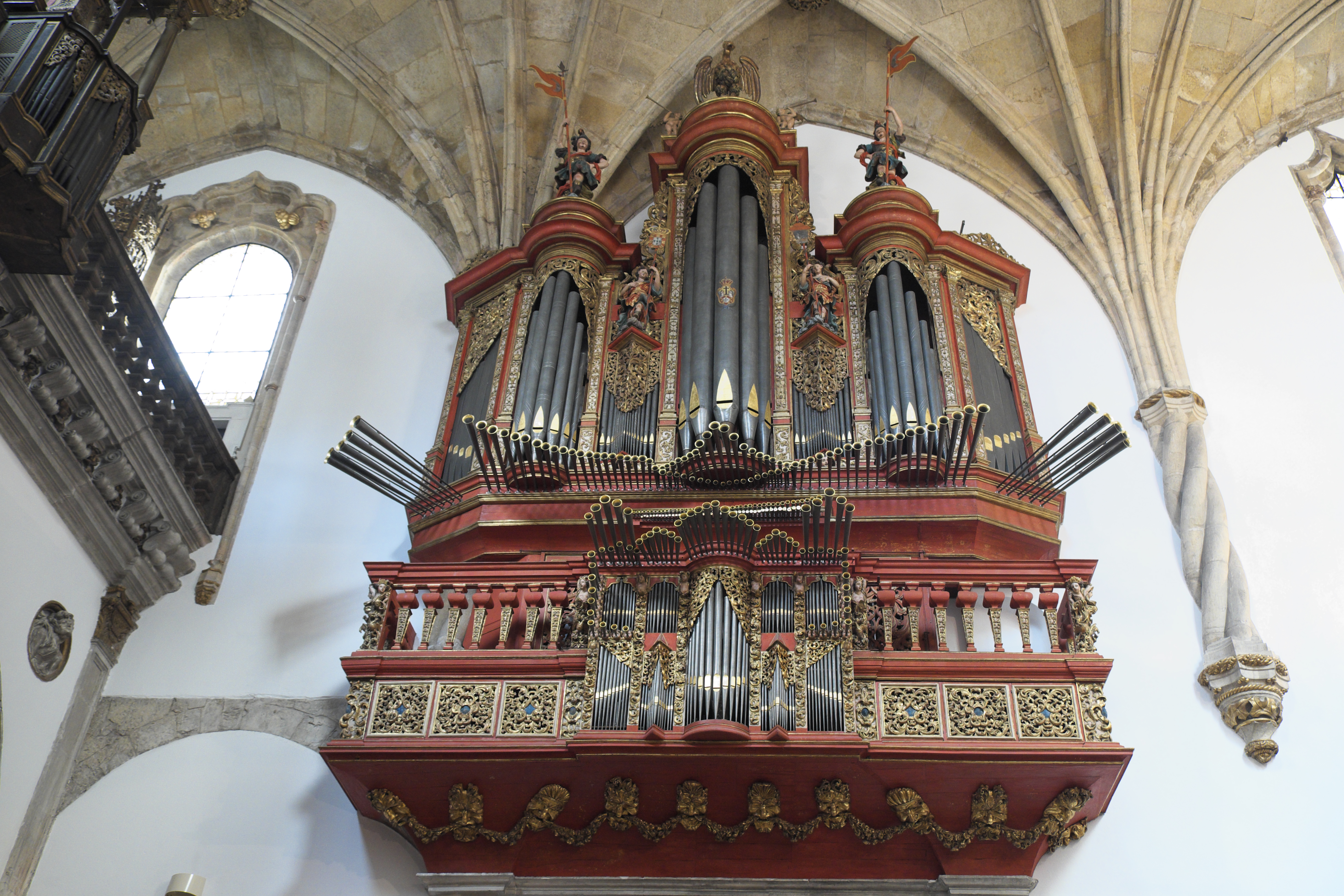
Varhany

Varhany mj. s rejstříkem španělské trubky jsou instalovány na boku lodi. Vytvořil je kolem roku 1530 Heitor Lobo a v letech 1719 až 1724 rozšířil Manuel Benito Gómez de Herrera, původem pravděpodobně ze španělského města Valladolid.
Malý středověký nástroj uprostřed parapetu galerie je pravděpodobně jen figurína.

## Sakristie
Sakristie byla postavena v letech 1622 až 1624 pod vedením Pedra Nunese Tinoca. Zaklennuje ji kazetová valená klenba, stěny zdobí azulejos z 1. poloviny 18. století. Původně zde byla umístěna významná výtvarná díla portugalské školy, např. obraz Pentecostes (Seslání Ducha sv.) vytvořený v letech 1534/35 Grão Vascem (1475/80–1542/43), deskový obraz Ecce Homo od Cristóvãa de Figueiredo († kolem r. 1540) nebo Snímání z kříže od André Gonçalvese (1685–1754).

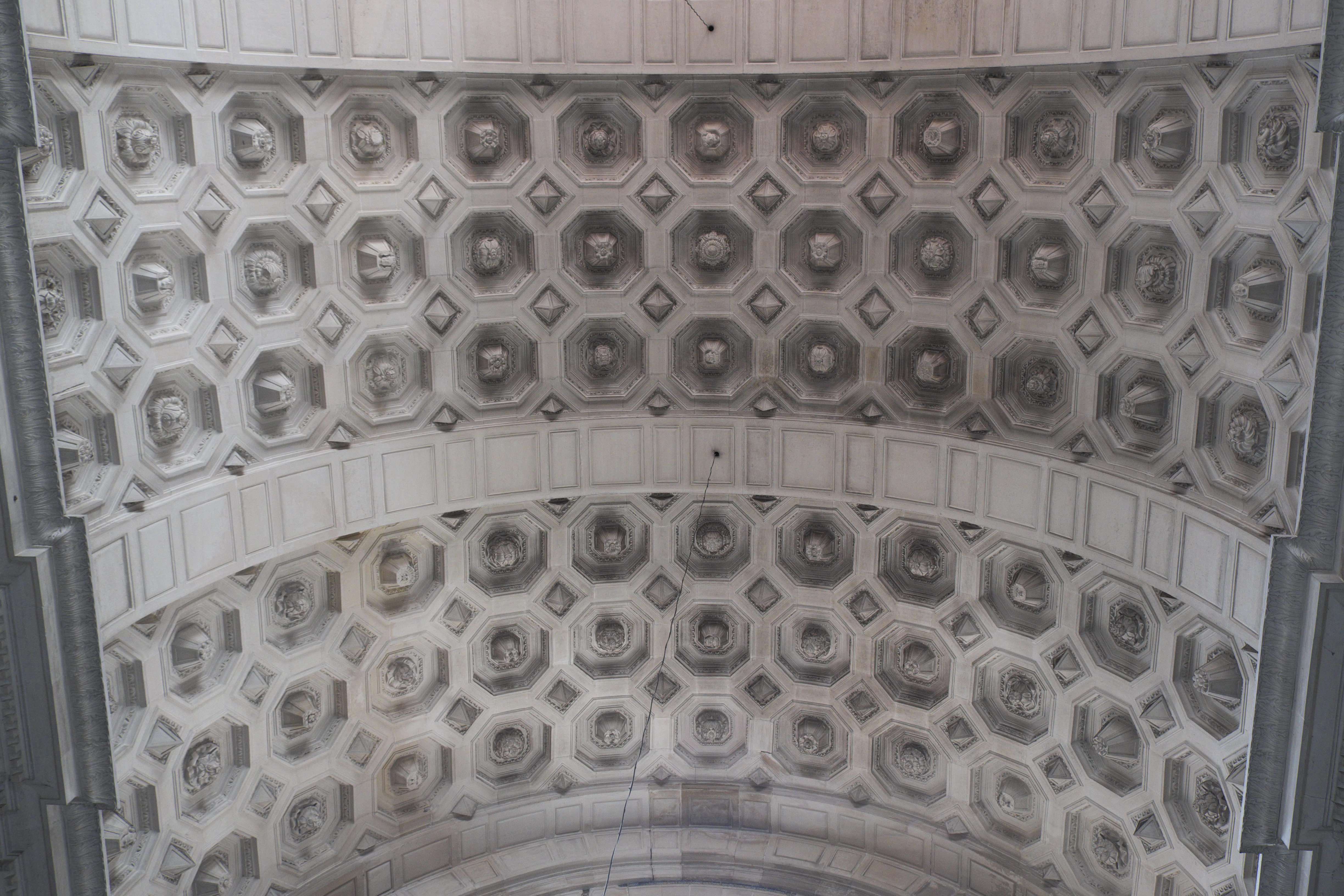
Kazetový strop
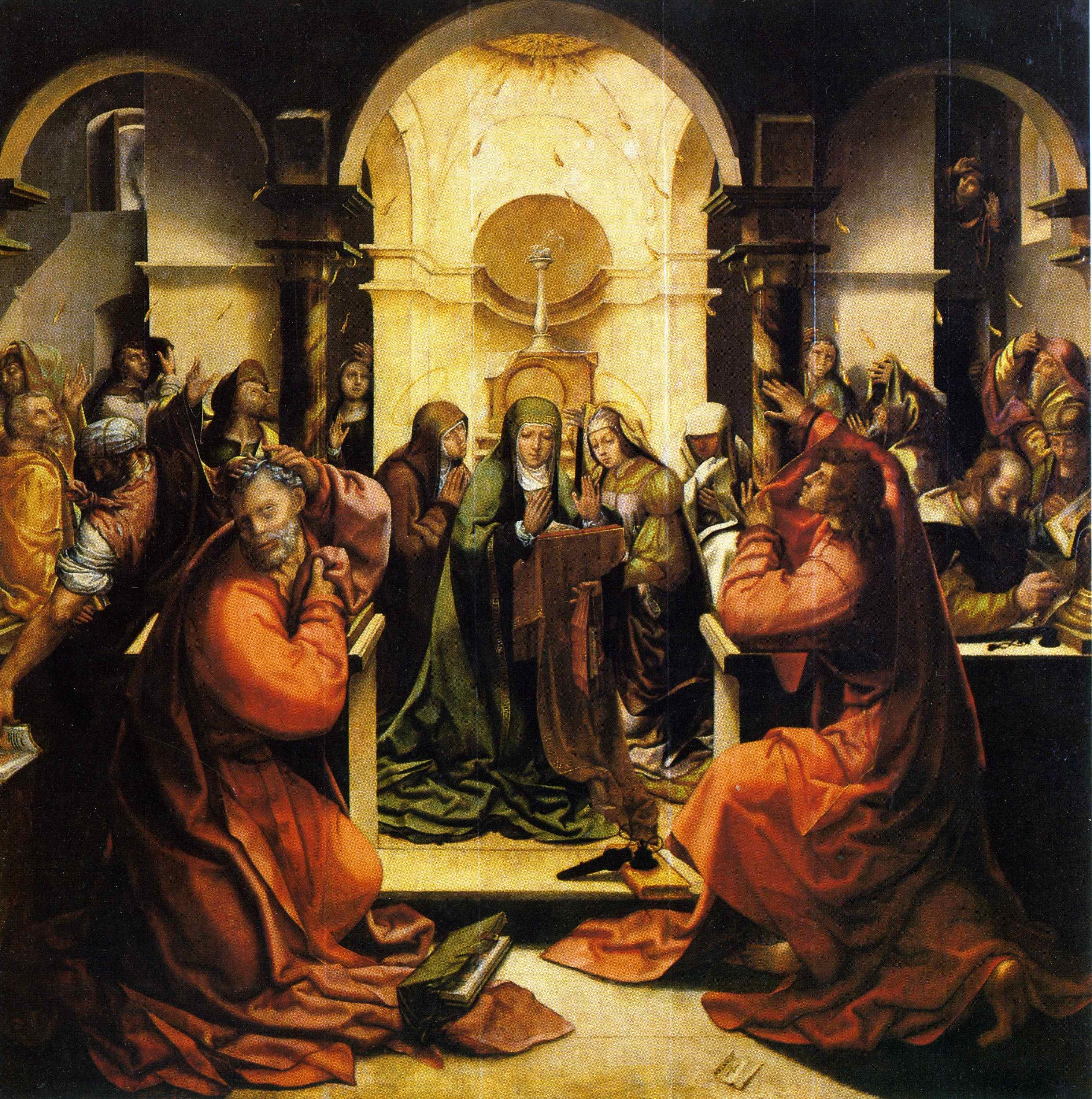
Obraz Seslání Ducha sv. od Grão Vasca

## Kapitulní sál a kaple sv. Theotonia
Manuelský portál vede z ambitu do bývalého kapitulního sálu, který vytvořil pravděpodobně francouzský architekt Diogo Boitaca (nebo Boytac). K němu přiléhá kaple sv. Theotonia (São Teotónio). Malby v kapli zobrazují výjevy ze života krále Alfonse I. a sv. Theotonia, spoluzakladatele kláštera a prvního převora. Na bočních stěnách proti sobě stojí plastiky evangelistů s jejich symboly.

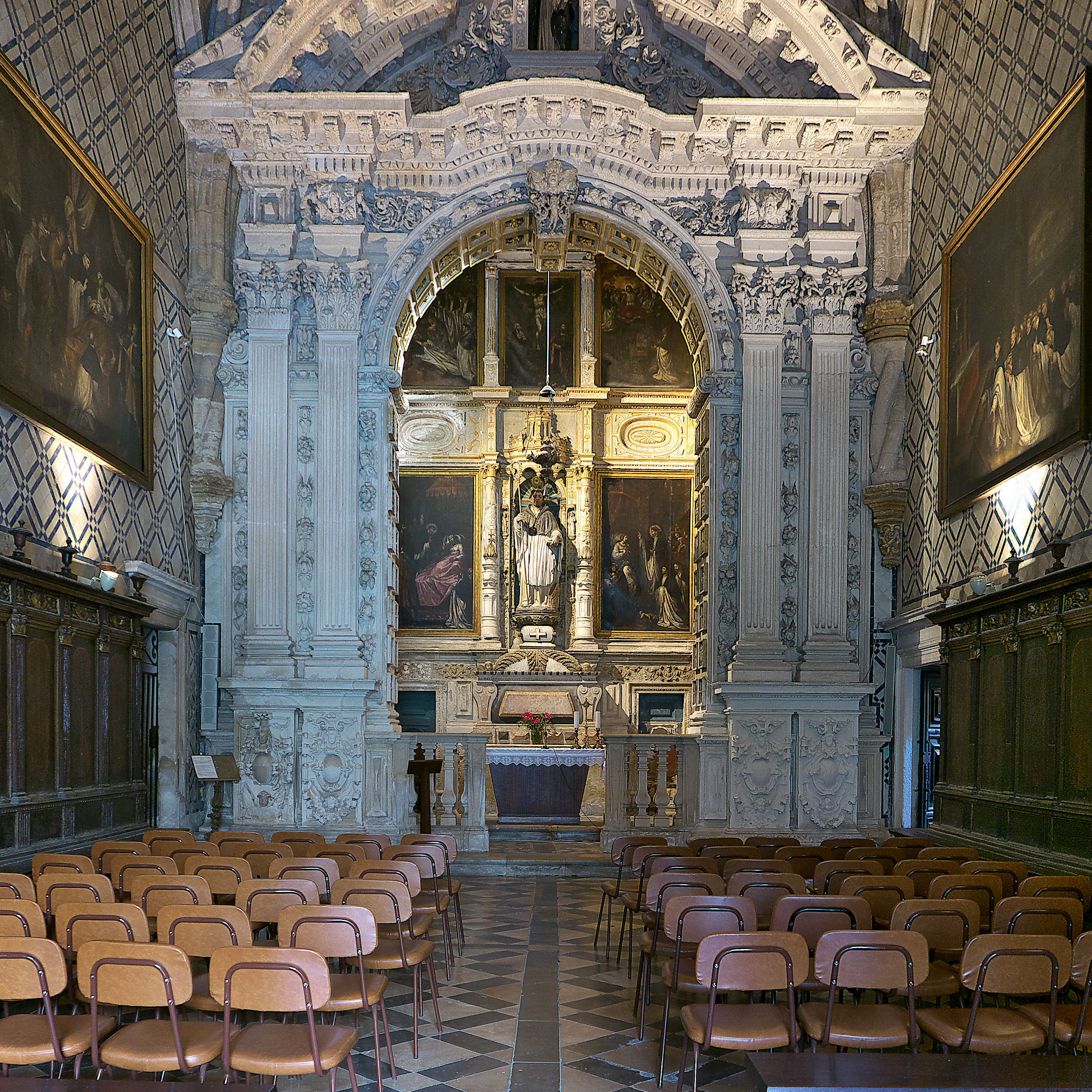
Kapitula a kaple sv.Theotonia
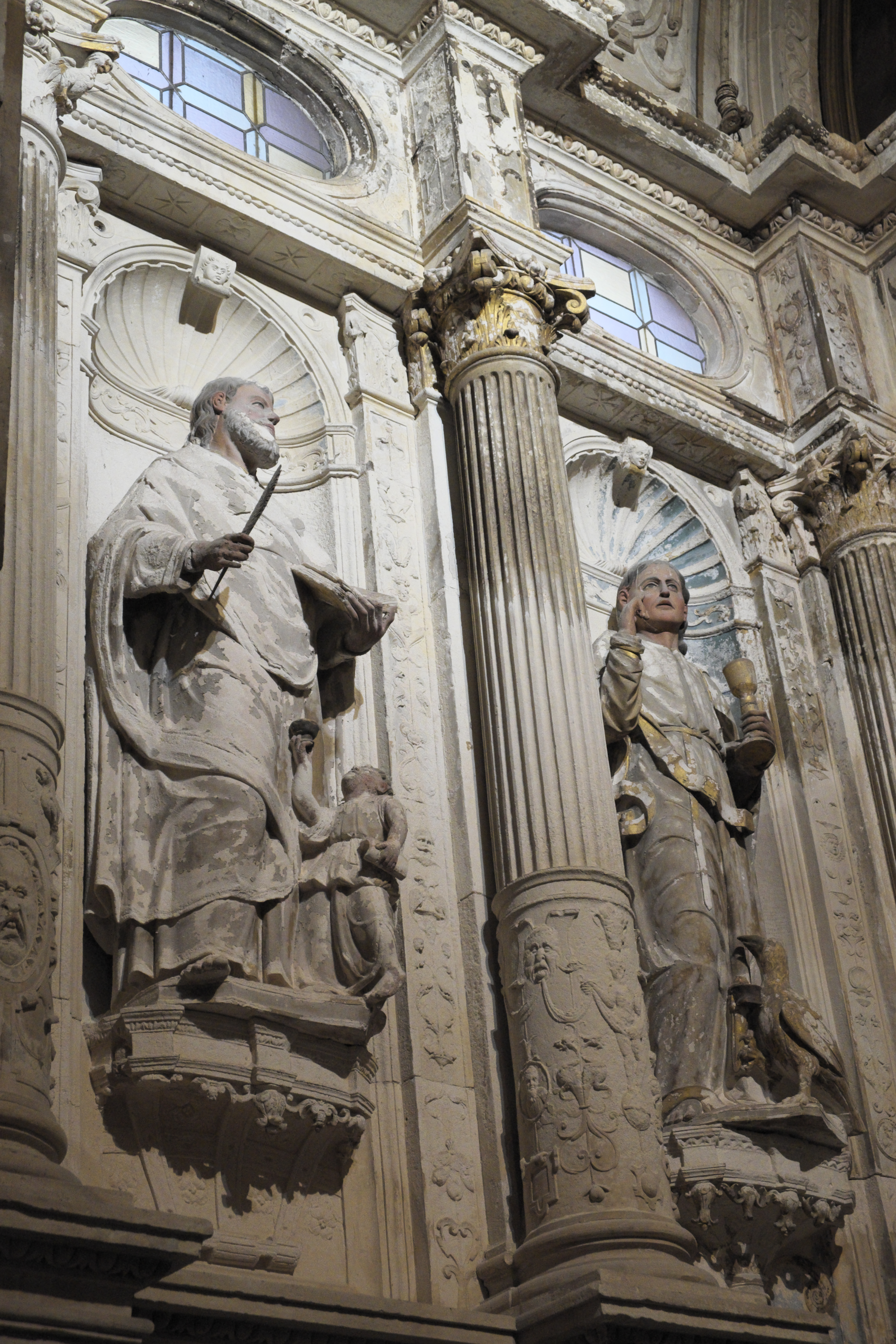
Evangelisté Matouš a Jan
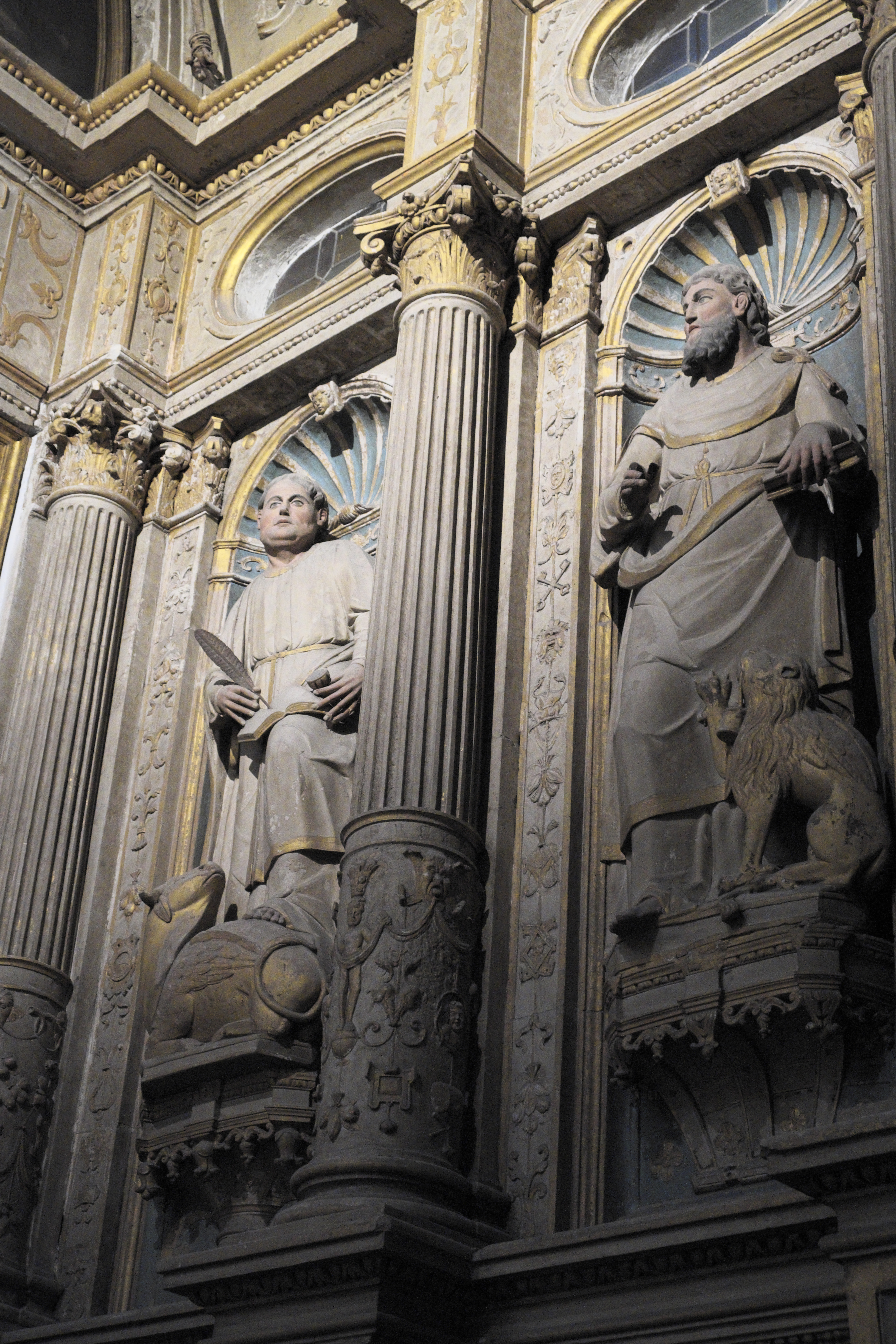
Evangelisté Lukáš a Marek

## Ambity

### Claustro do Silêncio
Dvoupatrová křížová chodba Claustro do Silêncio (Tichá) byla postavena v letech 1517 až 1522 Marcosem Piresem. V přízemí se do vnitřního dvora otevírají hrotité oblouky s kružbami, zatímco klenuté trojité arkády v patře jsou nyní prosklené. V rozích jsou reliéfní vyobrazení Ježíšova umučení z období rané renesance. Vycházejí z rytin Albrechta Dürera a zachycují výjevy Krista před Pilátem, nesení kříže a uložení Krista do hrobu; Ukřižování se již nedochovalo. Kašna uprostřed pochází ze 17. století.

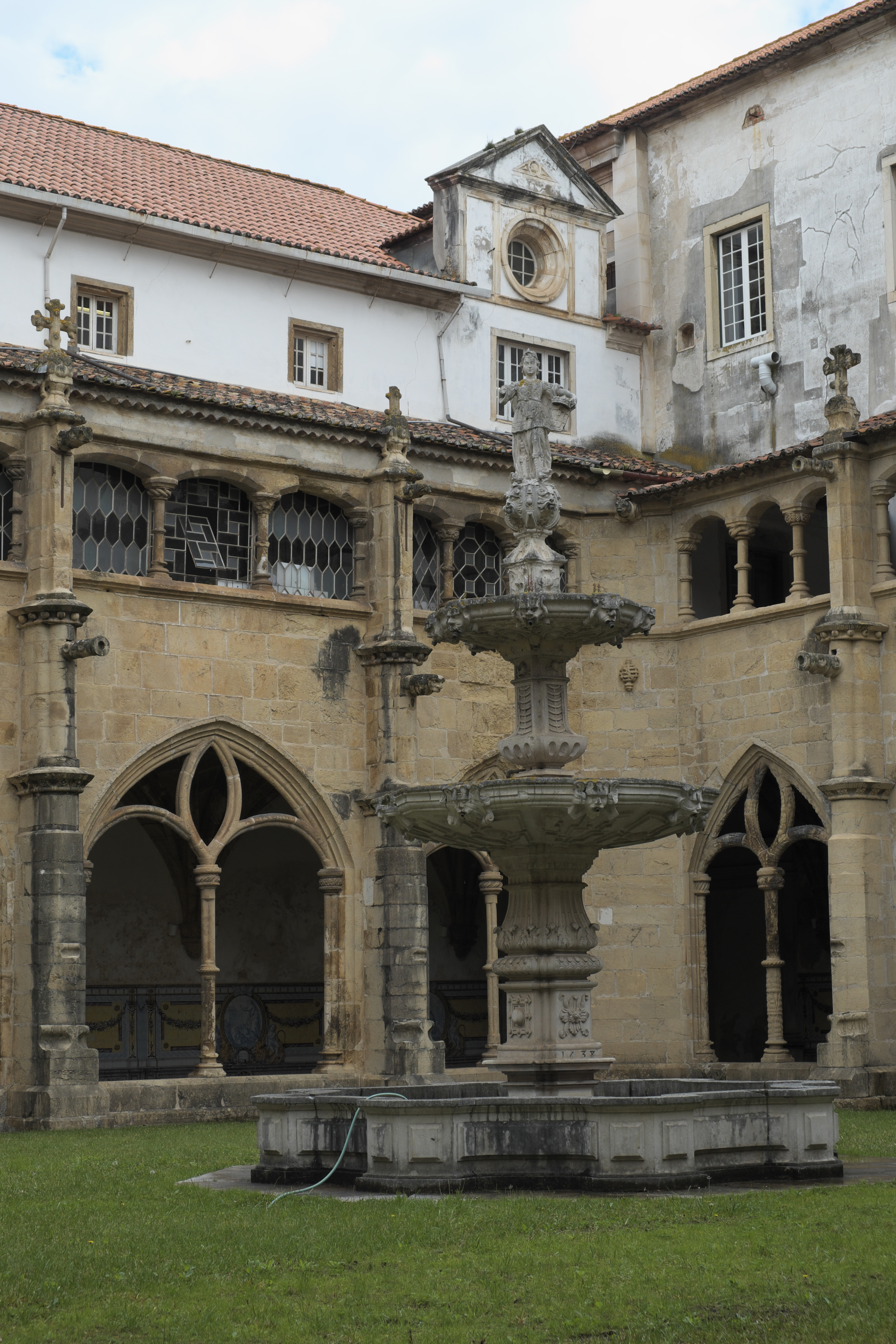
Claustro do Silêncio
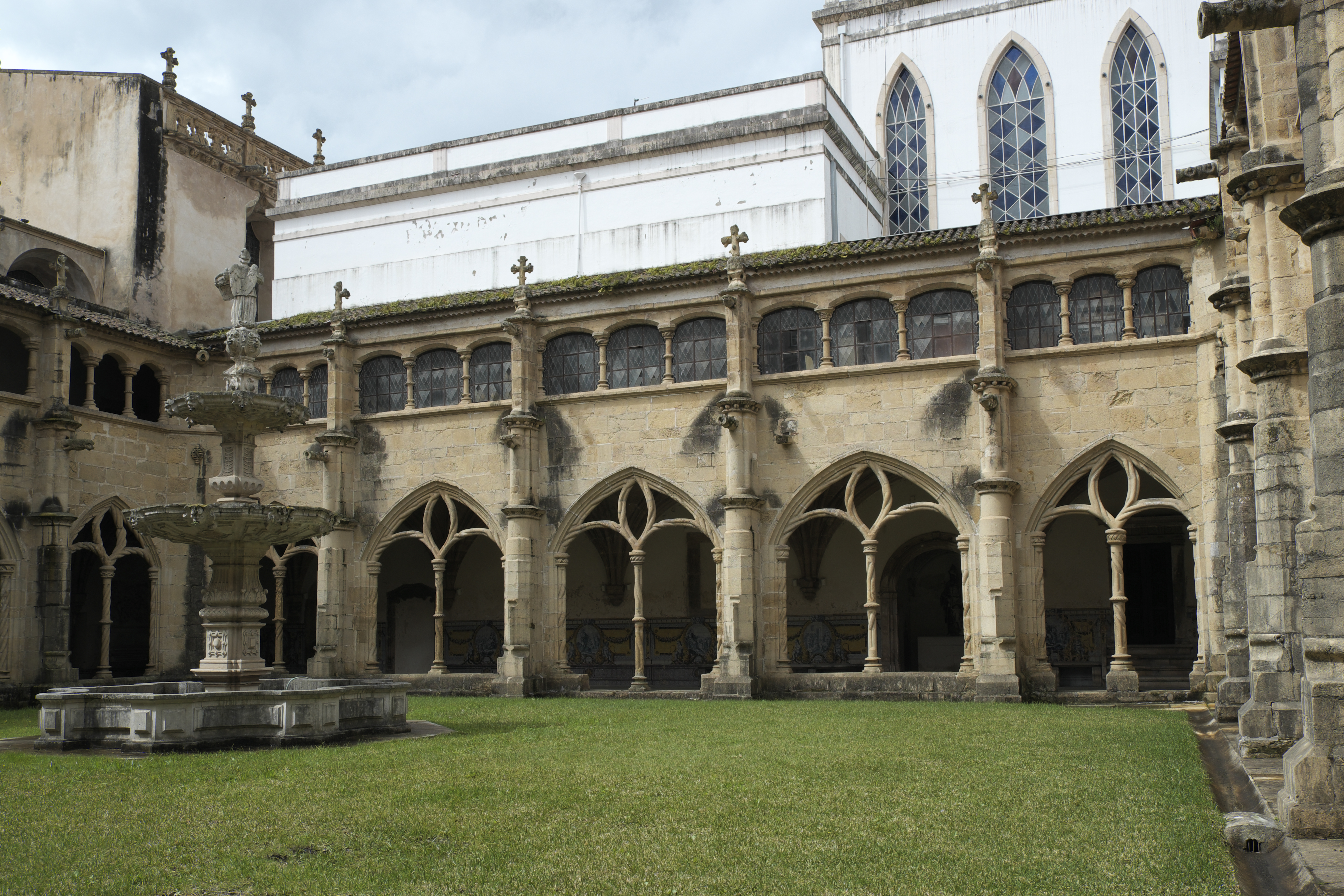
Claustro do Silêncio
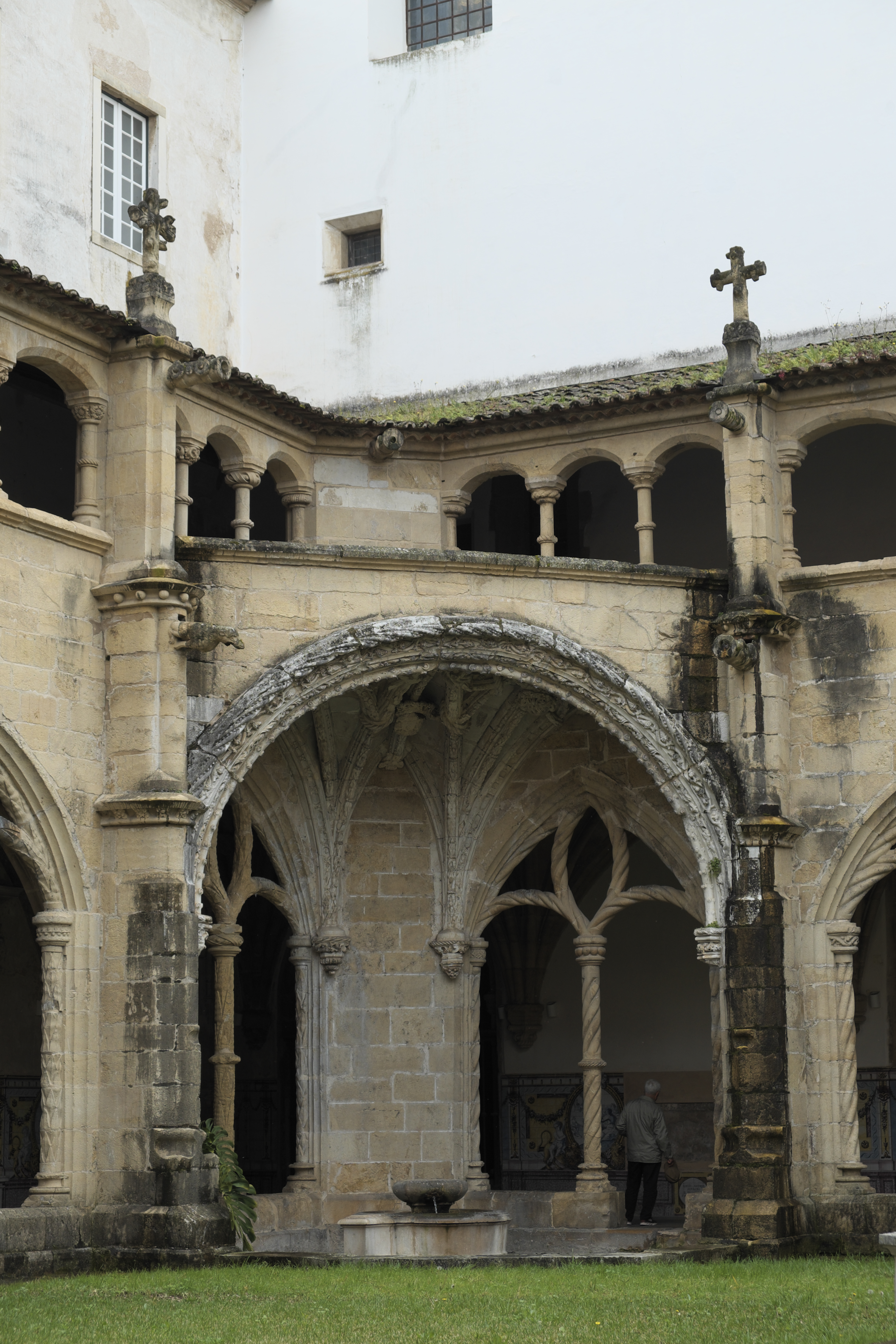
Claustro do Silêncio, studna

### Claustro da Manga

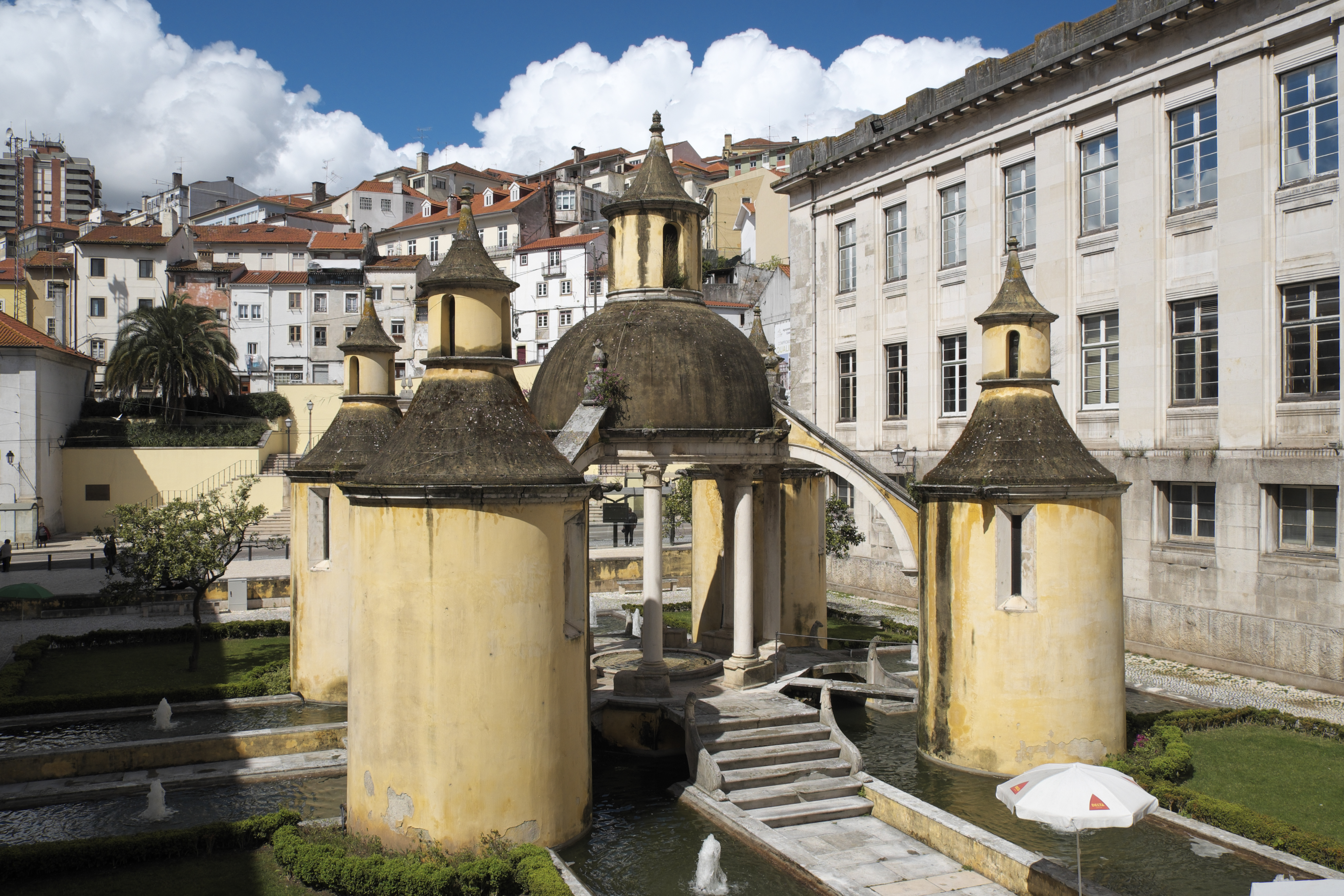
Claustro da Manga

Ambit Claustro da Manga, doslova Rukávový, byl postaven v roce 1533 Jeanem de Rouen. Jeho jméno pochází z toho, že král Jan III. prý načrtl návrh na rukávu svého oděvu. Z ambitu zůstaly pouze kruhové budovy uprostřed. Původně byly obklopeny vodními příkopy a přístupné pouze přes úzké padací mosty.